# Sportbåt

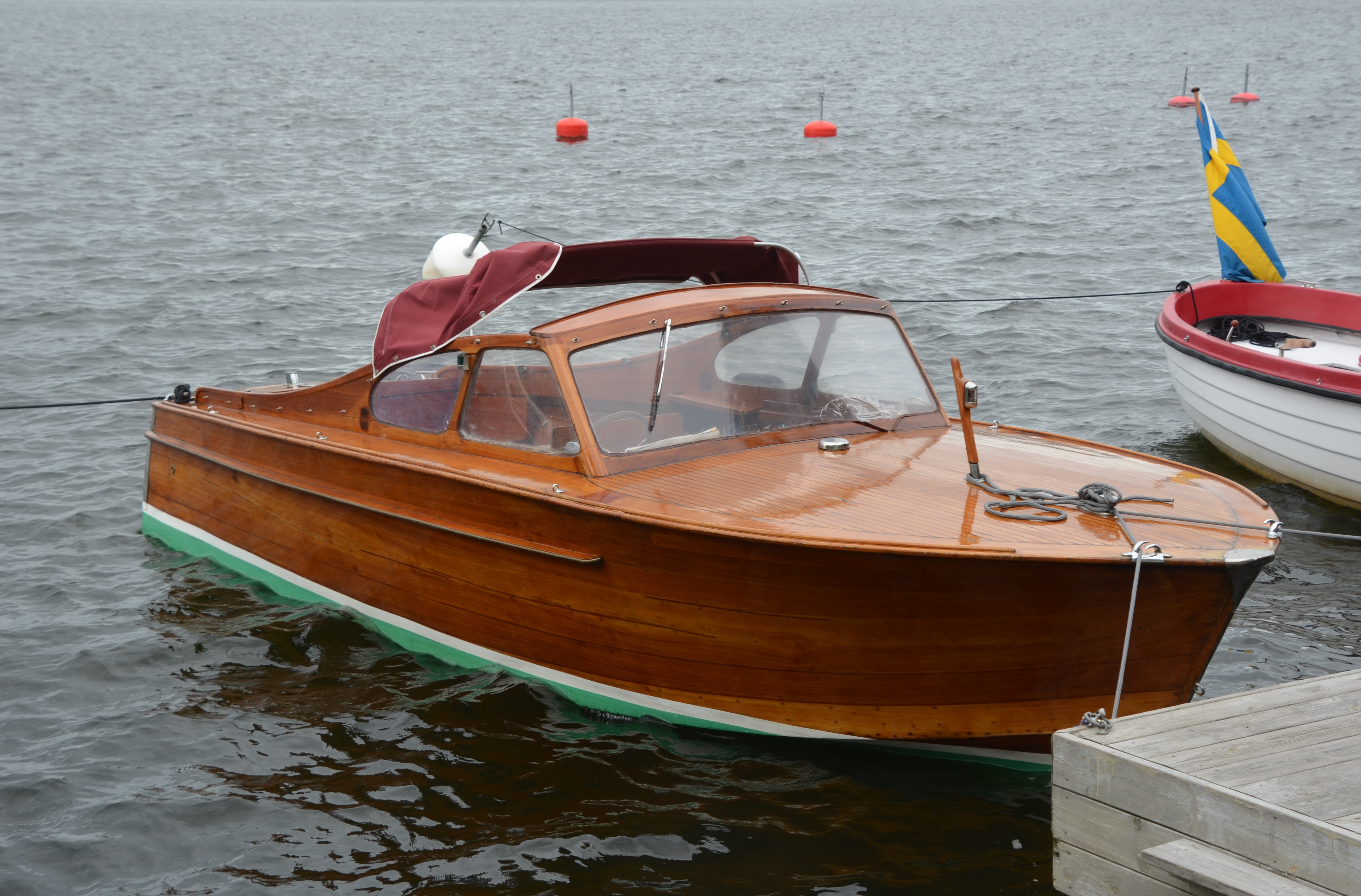
Sportbåt i mahogny med inombordsmotor från 1956, ritad av Harry Becker

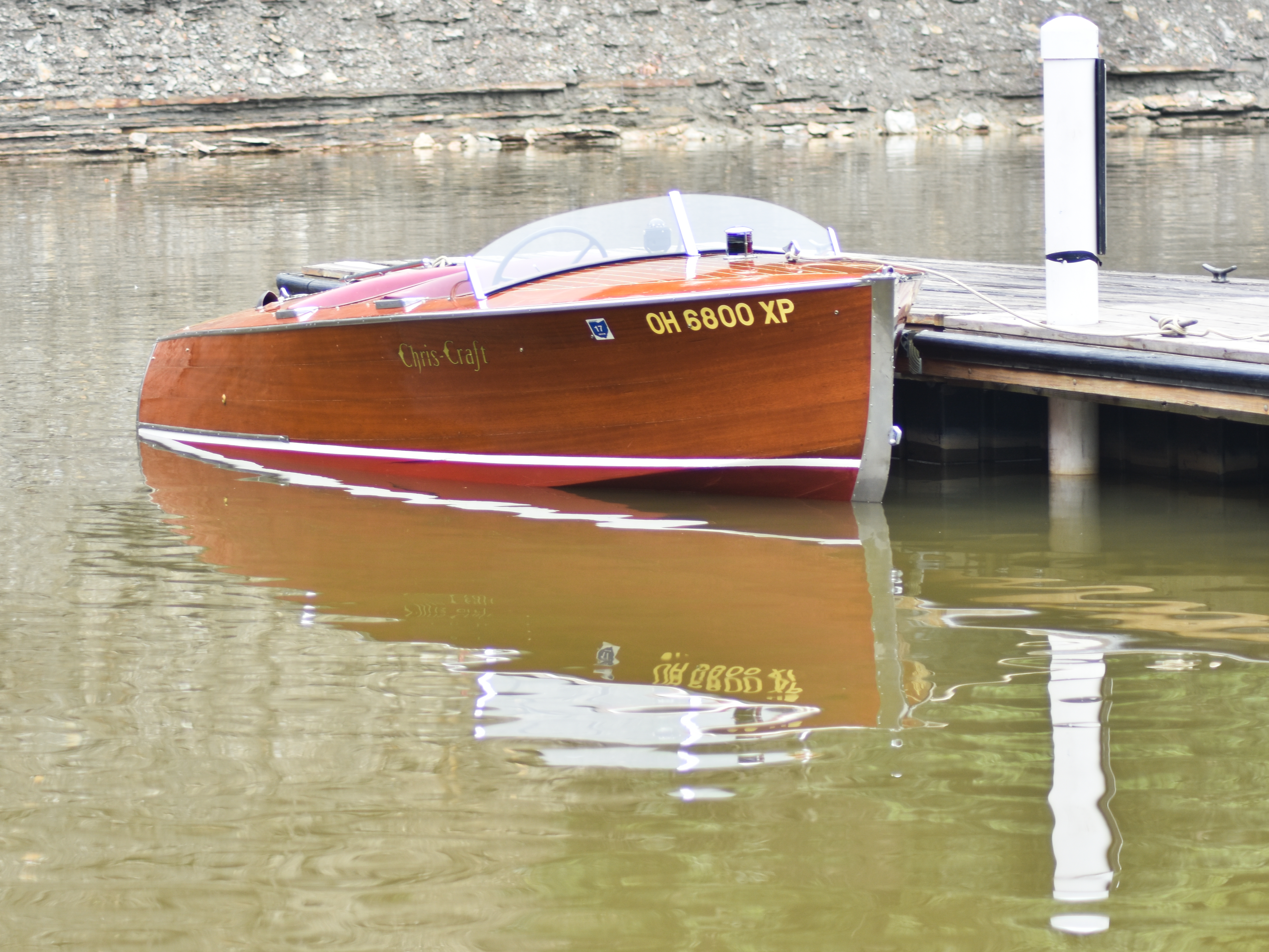
Cris-Craft runabout

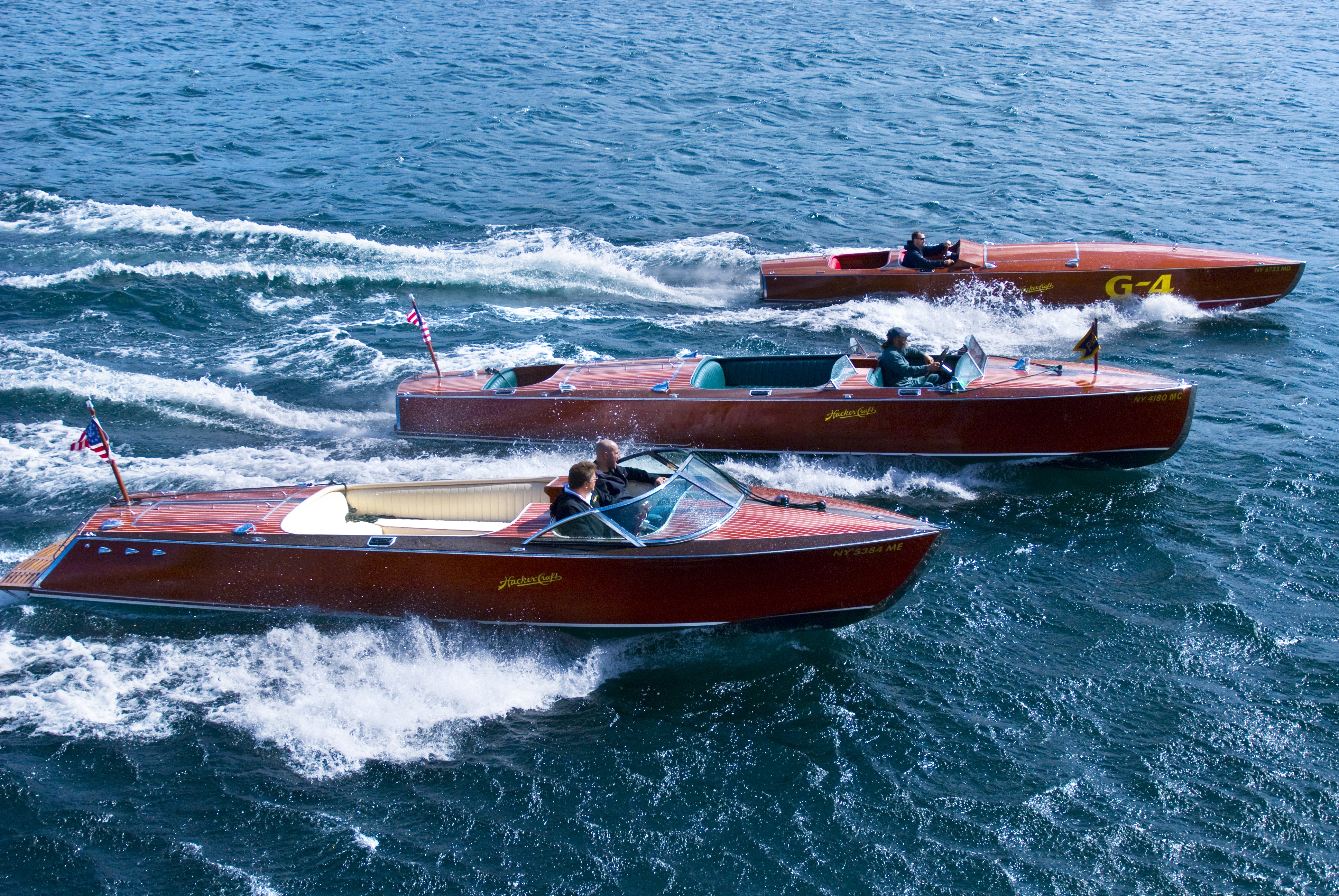
Hacker-Crafts sportbåt, runabout och racerbåt av typen "Twin Gentlemen's Racer"

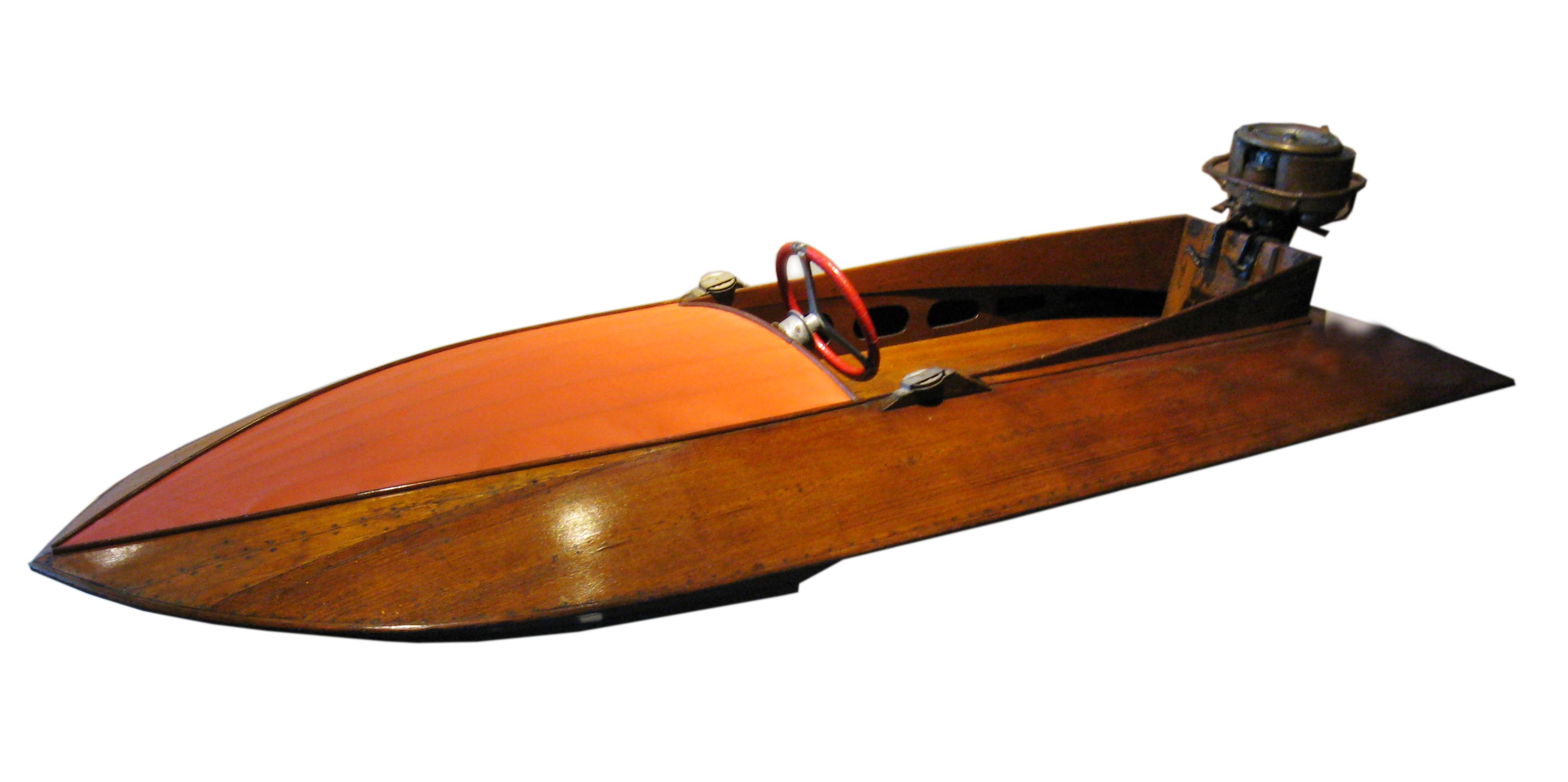
Äldre tysk sportbåt

Sportbåt är ett begrepp som används i två betydelser:
- en öppen, ofta mindre, snabbgående motorbåt med fördäck och ratt, som ungefär som en sportbil är formgiven för dagsturer, utan att vara avsedd för att frakta gods, många passagerare eller ha andra praktiska syften. De kallas också runabouts eller passbåtar. De tillverkades framför allt på 1960-till 1980-talen, med inspiration från amerikanska båttillverkare som Cris-Craft Boats, Hacker_Boat Company  och Larson Boats. De var ofta försedda med platskrävande inombordsmotorer.
- snabbgående båtar, avsedda för organiserad motorbåtsport.[1]

## Exempel på sportbåtstillverkare och -varumärken
- Glastron
- Yamarin
- Flipper
- Weedo GT
- Selco
- Joker
- Smuggler
- Gilbert (konstruerad av Gilbert Englund)
- Smiler
- Örnvik
- Ryds

Beträffande segelbåter används begreppet kappseglingsbåtar för motsvarande typer av segelbåtar, mer eller mindre framtagna för segelsport.